# Grande Prêmio da Europa de 1994
Resultados do Grande Prêmio da Europa de Fórmula 1 realizado em Jerez em 16 de outubro de 1994. Décima quarta etapa da temporada, teve como vencedor o alemão Michael Schumacher, da Benetton-Ford, em seu retorno às pistas após cumprir suspensão por duas corridas.

## Resumo
Última corrida do italiano Andrea de Cesaris, que não concluiu. 

## Classificação da prova
| Pos. | Nº | Piloto                 | Construtor        | Voltas | Tempo/Diferença | Grid | Pontos |
| ---- | -- | ---------------------- | ----------------- | ------ | --------------- | ---- | ------ |
| 1    | 5  | Michael Schumacher     | Benetton-Ford     | 69     | 1:40:26.689     | 1    | 10     |
| 2    | 0  | Damon Hill             | Williams-Renault  | 69     | + 24.689        | 2    | 6      |
| 3    | 7  | Mika Häkkinen          | McLaren-Peugeot   | 69     | + 1:09.648      | 9    | 4      |
| 4    | 15 | Eddie Irvine           | Jordan-Hart       | 69     | + 1:18.446      | 10   | 3      |
| 5    | 28 | Gerhard Berger         | Ferrari           | 68     | + 1 volta       | 6    | 2      |
| 6    | 30 | Heinz-Harald Frentzen  | Sauber-Mercedes   | 68     | + 1 volta       | 4    | 1      |
| 7    | 3  | Ukyo Katayama          | Tyrrell-Yamaha    | 68     | + 1 volta       | 13   |        |
| 8    | 25 | Johnny Herbert         | Ligier-Renault    | 68     | + 1 volta       | 7    |        |
| 9    | 26 | Olivier Panis          | Ligier-Renault    | 68     | + 1 volta       | 11   |        |
| 10   | 27 | Jean Alesi             | Ferrari           | 68     | + 1 volta       | 16   |        |
| 11   | 10 | Gianni Morbidelli      | Footwork-Ford     | 68     | + 1 volta       | 8    |        |
| 12   | 14 | Rubens Barrichello     | Jordan-Hart       | 68     | + 1 volta       | 5    |        |
| 13   | 4  | Mark Blundell          | Tyrrell-Yamaha    | 68     | + 1 volta       | 14   |        |
| 14   | 24 | Michele Alboreto       | Minardi-Ford      | 67     | + 2 voltas      | 20   |        |
| 15   | 23 | Pierluigi Martini      | Minardi-Ford      | 67     | + 2 voltas      | 17   |        |
| 16   | 12 | Alessandro Zanardi     | Lotus-Mugen/Honda | 67     | + 2 voltas      | 21   |        |
| 17   | 9  | Christian Fittipaldi   | Footwork-Ford     | 66     | + 3 voltas      | 19   |        |
| 18   | 11 | Eric Bernard           | Lotus-Mugen/Honda | 66     | + 3 voltas      | 22   |        |
| 19   | 32 | Domenico Schiattarella | Simtek-Ford       | 64     | + 5 voltas      | 26   |        |
| Ret  | 2  | Nigel Mansell          | Williams-Renault  | 47     | Spun Off        | 3    |        |
| Ret  | 31 | David Brabham          | Simtek-Ford       | 42     | Motor           | 25   |        |
| Ret  | 29 | Andrea de Cesaris      | Sauber-Mercedes   | 37     | Acelerador      | 18   |        |
| Ret  | 20 | Erik Comas             | Larrousse-Ford    | 37     | Alternador      | 23   |        |
| Ret  | 6  | Jos Verstappen         | Benetton-Ford     | 15     | Spun Off        | 12   |        |
| Ret  | 19 | Hideki Noda            | Larrousse-Ford    | 10     | Câmara          | 24   |        |
| Ret  | 8  | Martin Brundle         | McLaren-Peugeot   | 8      | Motor           | 15   |        |
| DNQ  | 34 | Bertrand Gachot        | Pacific-Ilmor     |        |                 |      |        |
| DNQ  | 33 | Paul Belmondo          | Pacific-Ilmor     |        |                 |      |        |

## Tabela do campeonato após a corrida
| Pos. | Piloto             | Pontos |
| ---- | ------------------ | ------ |
| 1    | Michael Schumacher | 86     |
| 2    | Damon Hill         | 81     |
| 3    | Gerhard Berger     | 35     |
| 4    | Mika Häkkinen      | 26     |
| 5    | Jean Alesi         | 19     |

| Pos. | Construtor       | Pontos |
| ---- | ---------------- | ------ |
| 1    | Benetton-Ford    | 97     |
| 2    | Williams-Renault | 95     |
| 3    | Ferrari          | 60     |
| 4    | McLaren-Peugeot  | 38     |
| 5    | Jordan-Hart      | 23     |

- Nota: Somente as primeiras cinco posições estão listadas.